# The Aces (Jamaicaanse band)
The Aces, oorspronkelijk bekend als The Four Aces, waren een Jamaicaanse zanggroep die vooral bekend is geworden door hun werk met Desmond Dekker.

## Bezetting
Voormalige leden
- Clive Campbell[2]
- Barry Howard[3]
- Carl Howard
- Patrick Howard[4]
- Winston Samuels[5]

## Geschiedenis
De aanvankelijke bezetting van The Aces bestond uit Clive Campbell, Barry Howard, Carl Howard en Patrick Howard. De groep kwam onder de aandacht van Dekker, die hen steunde toen ze auditie deden voor Leslie Kong in de studio van Beverley in 1965. Kong nam de groep in dienst als achtergrondzangers voor Dekker en ze zijn te horen op het nummer Get Up Adinah (erkend als The Four Aces). Ze zorgden voor de achtergrondzang op Dekkers grote hit 007 (Shanty Town) en het nummer Music Like Dirt (Intensified '68) (het winnende nummer van het Jamaica Independence Festival Song Contest uit 1968). In 1967 waren de enige overgebleven leden Barry Howard en Winston Samuels en het was hun achtergrondzang die te horen was op Dekkers nummer Israelites.
Dekkers internationale succes leidde ertoe dat hij naar het buitenland reisde, hoewel The Aces hem niet vergezelden vanwege de weigering van Samuels om te vliegen (Samuels verklaarde dat rastas niet vliegen in ijzeren vogels) en het besluit van Barry Howard om naar de Verenigde Staten te emigreren. De Aces bleven opnemen onder hun eigen naam (zonder Dekker) en scoorden in 1970 een Jamaicaanse hit met Mademoiselle Ninette. In 1971 was de bezetting weer veranderd, met Barry Howard nu weer bij Carl Hall. Een reeks hits volgde met Reggae Motion, Take a Look, Oh I Miss You, Call Me Number One, Be My Baby en Sad Sad Song. Hun song Working on it Night and Day kwam in 1973 in de hitlijsten. Tot 1982 werd er weinig meer van de groep gehoord, tot ze One Way Street uitbrachten.

## Discografie

### NPO Radio 2 Top 2000
| Nummer met noteringen in de NPO Radio 2 Top 2000 | '99  | '00  | '01  | '02  |
| ------------------------------------------------ | ---- | ---- | ---- | ---- |
| Israelites (met Desmond Dekker)                  | 1544 | 1696 | 1859 | 1959 |

1. ↑  Een vetgedrukt getal geeft de hoogste notering aan.
2. ↑  Deze tabel is bijgewerkt tot en met de laatste editie (2024).